# Sela Ward
Sela Ann Ward, född 11 juli 1956 i Meridian i Mississippi, är en amerikansk skådespelare. 
Ward har bland annat medverkat i filmen The Day After Tomorrow (2004). Hon har även medverkat i ett antal TV-serier, bland annat House (säsong 2) där hon spelade dr Houses ex-sambo Stacy Warner. Hon har vunnit två Emmy Awards: 1994 för Systrar och 1999 för Once and Again. Åren 2010–2013 medverkade hon i den amerikanska serien CSI: New York, där hon spelar Jo Danville.
Sela Ward är gift med Howard Sherman sedan 1992; paret har två barn.

## Filmografi (urval)
- 1983 – Brudar på hjärnan
- 1985 – Rustler's Rhapsody
- 1986 – Ingenting gemensamt
- 1986 – Lagens änglar (TV-serie) (1 avsnitt)
- 1987 – Här är jag igen!
- 1987 – Bländad av framgång
- 1987 – Steele Justice
- 1989 – Vem vill mörda Sarah Hardy?
- 1990 – Rainbow Drive
- 1991–1996 – Systrar (TV-serie) (127 avsnitt)
- 1992 – Det perfekta vittnet
- 1992 – Torpedens lag
- 1993 – Jagad
- 1996 – My Fellow Americans
- 1997 – Frasier (TV-serie) (1 avsnitt)
- 1997 – Rescuers - Berättelser om mod
- 1998 – Studio 54
- 1999 – Runaway Bride
- 1999–2002 – Once and Again (TV-serie) (63 avsnitt)
- 1999 – Passions Way
- 2000 – I valet och kvalet
- 2002 – Behind the badge
- 2004 – The Day After Tomorrow
- 2004 – Dirty Dancing 2
- 2004 – Suburban Madness
- 2005–2012 – House (TV-serie) (tio avsnitt)
- 2006 – The Guardian
- 2009 – Stepfather
- 2010–2013 – CSI: New York (TV-serie) (57 avsnitt)
- 2014 – Gone Girl
- 2016 – Independence Day: Återkomsten
- 2018 – Westworld (TV-serie) (1 avsnitt)